# Nanochromis parilus
Nanochromis parilus är en fiskart som beskrevs av Roberts och Stewart, 1976. Nanochromis parilus ingår i släktet Nanochromis och familjen Cichlidae. IUCN kategoriserar arten globalt som livskraftig. Inga underarter finns listade i Catalogue of Life.